# Территориально-производственный комплекс
Территориально-производственный комплекс (ТПК) — совокупность расположенных рядом друг с другом взаимосвязанных производств.
Понятие было введено в экономическую географию Николаем Колосовским в 1940-х годах. В исходном определении речь шла о взаимосвязанных и взаимообусловленных производствах, от размещения которых на определённой территории достигается дополнительный экономический эффект за счёт использования общей инфраструктуры, кадровой базы, энергомощностей (энерго-производственный цикл — совокупность производств, объединенных связями по сырью и энергии) и т. д.
В географии промышленности под ТПК обычно понимается совокупность расположенных рядом друг с другом технологически смежных производств (гидроэлектростанция и алюминиевый завод, НПЗ и нефтехимический комбинат и т. д.). Коренным отличием ТПК от кластеров (групп связанных между собой отраслей) в трактовке Майкла Портера является обязательное наличие конкуренции внутри кластера.
В советское время понятие ТПК проникло в официальные документы, где стало означать «форму организации производства при социализме» (БСЭ). Также понятие было в ходу при описании проектов освоения территории БАМа, Восточной Сибири и Дальнего Востока (характерным документальным свидетельством является Постановление ЦК КПСС, Совмина СССР от 19.08.1987 № 958 «О комплексном развитии производительных сил Дальневосточного экономического района, Бурятской АССР и Читинской области на период до 2000 года»).
В советской экономической географии в 1980-е годы выделялись следующие программно-целевые ТПК:
- Братско-Усть-Илимский (Основные предприятия Братcкая ГЭС и Усть-Илимская ГЭС
- Западно-Сибирский (Месторождения нефти в Тюменской области)
- Канско-Ачинский (Канско-Ачинский угольный бассейн)
- Каратау-Джамбулский (добыча и переработка химических элементов)
- Курская магнитная аномалия — добыча железной руды
- Мангышлакский (месторождения нефти Мангышлака)
- Оренбургский (газодобыча)
- Павлодар-Экибастузский (основные предприятия — Экибастузская ГРЭС)
- Саянский — гидроэнергетика
- Тимано-Печорский (нефтедобыча)
- Южно-Таджикский (Основные предприятия — Нурекская ГЭС)
- Южно-Якутский (Угледобыча)

К сложившимся ТПК СССР относили все крупные (с населением 3 млн человек и более) области, края и АССР (за исключением Красноярского края; но включая ряд областей и АССР менее 3 млн человек: Волгоградскую, Ивановскую, Тульскую и др.).